# Dendrobium distichum
Dendrobium distichum är en orkidéart som först beskrevs av Karel Presl, och fick sitt nu gällande namn av Heinrich Gustav Reichenbach. Dendrobium distichum ingår i släktet Dendrobium, och familjen orkidéer.
Artens utbredningsområde är Filippinerna. Inga underarter finns listade i Catalogue of Life.

## Bildgalleri

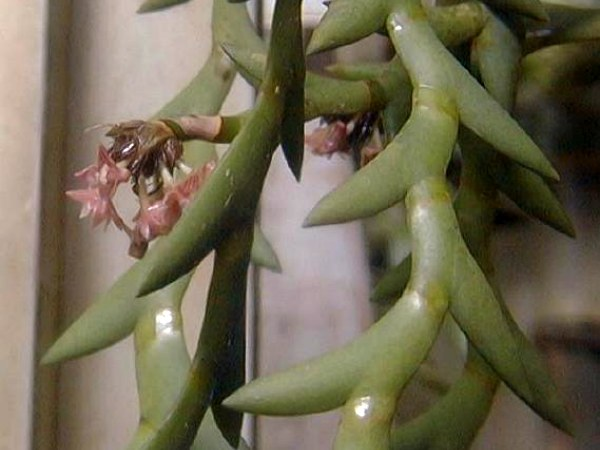
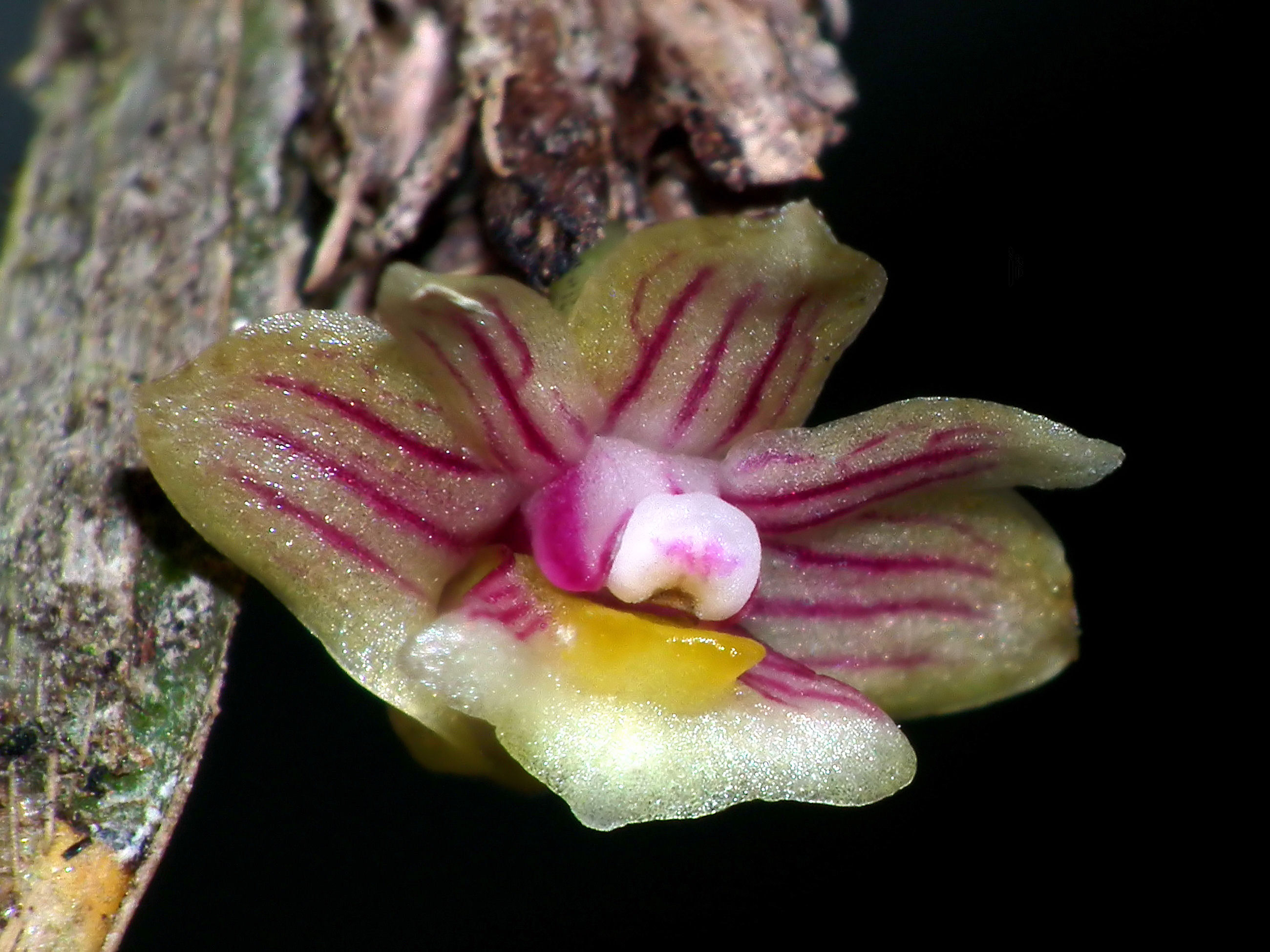